# Behind the Times (film 1911)
Behind the Times è un cortometraggio muto del 1911 diretto da Thomas H. Ince che aveva come interpreti Owen Moore, Ethel Grandin e Lucille Young.

## Produzione
Il film fu prodotto dall'Independent Moving Pictures Co. of America (IMP).

## Distribuzione
Il film - un cortometraggio in una bobina - uscì nelle sale statunitensi il 17 agosto 1911, distribuito dalla Motion Picture Distributors and Sales Company. Copia della pellicola (un positivo in 35 mm) è conservata negli archivi della Library of Congress di Washington.